# Dochodzenie (serial telewizyjny)
Dochodzenie (ang. The Killing) – amerykański dramatyczny serial kryminalny emitowany od 3 kwietnia 2011 do 1 sierpnia 2014 przez telewizję AMC (serie 1–3) i platformę internetową Netflix (seria 4), zrealizowany na podstawie duńskiej wersji pt. Forbrydelsen (w Polsce wyświetlanej pod angielskim tytułem The Killing).

## Opis fabuły
Tematem serialu jest śledztwo dotyczące zamordowania Rosie Larsen, porwanej nastoletniej dziewczyny. Jej ciało zostaje odnalezione w jeziorze. Dochodzenie prowadzi detektyw z wydziału policji w Seattle, Sarah Linden, a jej partnerem jest Stephen Holder. W fabule serialu przedstawione są trzy wątki – detektywów, rodziny Rosie (Stana, Mitch Larsenów oraz ich dzieci), a także polityków (podejrzanym o zabicie dziewczyny jest radny Darren Richmond, ubiegający się o urząd burmistrza).

## Obsada i bohaterowie

### Pierwszoplanowi
- Mireille Enos jako Sarah Linden
- Bill Campbell jako Darren Richmond
- Joel Kinnaman jako Stephen Holder
- Michelle Forbes jako Mitch Larsen
- Brent Sexton jako Stanley Larsen
- Kristin Lehman jako Gwen Eaton
- Eric Ladin jako Jamie Wright
- Brendan Sexton III jako Belko Royce
- Jamie Anne Allman jako Terry Marek
- Annie Corley jako Regi Darnell

### Drugoplanowi
- Brandon Jay McLaren jako Bennet Ahmed
- Callum Keith Rennie jako Rick Felder
- Kacey Rohl jako Sterling Fitch
- Patrick Gilmore jako Tom Drexler
- Richard Harmon jako Jasper Ames
- Lee Garlington jako Ruth Yitanes
- Liam James jako Jack Linden
- Ashley Johnson jako Amber Ahmed
- Garry Chalk jako Michael Oakes

## Nagrody i nominacje
| Rok  | Organizacja                            | Kategoria                                                | Nominacje                     | Rezultat  |
| ---- | -------------------------------------- | -------------------------------------------------------- | ----------------------------- | --------- |
| 2011 | 63. ceremonia wręczenia nagród Emmy    | Najlepsza aktorka pierwszoplanowa w serialu dramatycznym | Mireille Enos                 | Nominacja |
| 2011 | 63. ceremonia wręczenia nagród Emmy    | Najlepsza aktorka drugoplanowa w serialu dramatycznym    | Michelle Forbes               | Nominacja |
| 2011 | 63. ceremonia wręczenia nagród Emmy    | Najlepsza reżyseria serialu dramatycznego                | Patty Jenkins (odc.: "Pilot") | Nominacja |
| 2011 | 63. ceremonia wręczenia nagród Emmy    | Najlepszy scenariusz serialu dramatycznego               | Veena Sud (odc.: "Pilot")     | Nominacja |
| 2011 | 63. ceremonia wręczenia nagród Emmy    | Najlepszy casting do serialu dramatycznego               | Dochodzenie                   | Nominacja |
| 2012 | 38. ceremonia wręczenia nagród Saturn  | Najlepsza prezentacja telewizyjna                        | Dochodzenie                   | Nominacja |
| 2012 | 38. ceremonia wręczenia nagród Saturn  | Najlepsza aktorka telewizyjna                            | Mireille Enos                 | Nominacja |
| 2012 | 38. ceremonia wręczenia nagród Saturn  | Najlepszy drugoplanowy aktor telewizyjny                 | Joel Kinnaman                 | Nominacja |
| 2012 | 38. ceremonia wręczenia nagród Saturn  | Najlepsza drugoplanowa aktorka telewizyjna               | Michelle Forbes               | Wygrana   |
| 2012 | 69. ceremonia wręczenia Złotych Globów | Najlepsza aktorka w serialu dramatycznym                 | Mireille Enos                 | Nominacja |